# Museu Maynense da Academia das Ciências de Lisboa

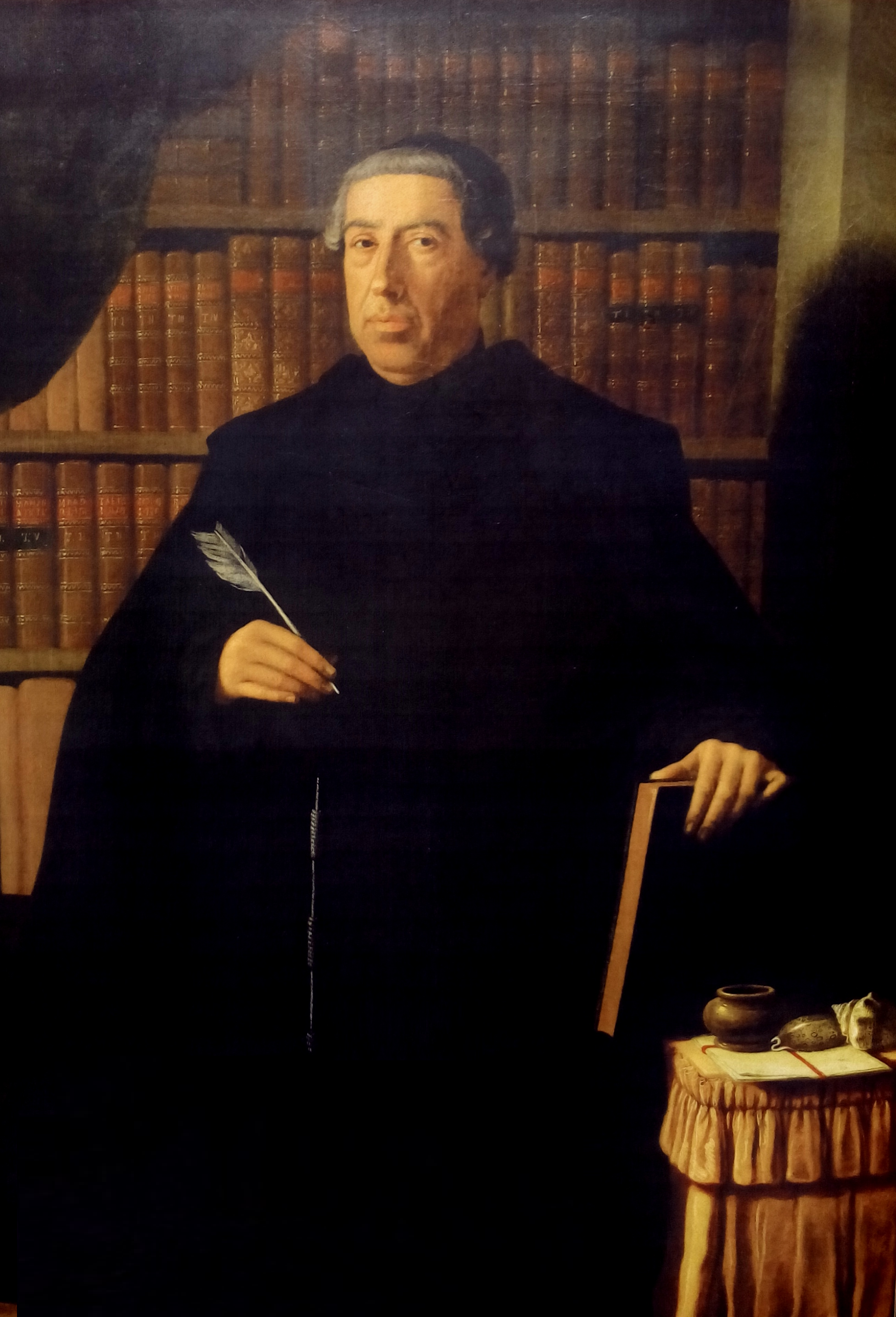
O Pe. Joseph Mayne, que instituiu a colecção do Museu Maynense

O Museu Maynense é um museu da Academia das Ciências de Lisboa.

## Criação
Na origem dos museu estão as coleções organizadas pelo padre Joseph Mayne (1723–1792) que, sob a administração da Academia, dirigiu a Aula Maynense, uma instituição de ensino superior, onde procurava «evidenciar as maravilhas da Criação».
Para ilustrar as suas aulas, organizou um «Gabinete» com «curiozidades» e uma biblioteca, adquiridos graças ao apoio da Família Real Portuguesa e da Academia.

## As coleções
O Museu Maynense inclui, entre outras, as seguintes coleções:
- Pinacoteca – retratos de personagens do Convento de Jesus, da Família Real, do rei Jorge III de Inglaterra, entre outros;
- Estatuária
- Relíquias do Convento de Jesus
- Material etnográfico – incluindo uma coleção proveniente da expedição de Alexandre Rodrigues Ferreira ao Brasil, outra da última viagem de James Cook à “Colômbia Britânica” e ao Havai; um conjunto de peças de cerâmica do Peru; e ainda artigos da Rússia e de África, do século XVIII, da Índia e da China
- Coleções zoológicas, botânicas, paleontológicas, mineralógicas e arqueológicas[2][3].

Tal como a própria Academia, o Museu sofreu devido a várias décadas de gestões desastrosas, ligadas às várias revoluções que assolaram o próprio país, até que foi reorganizado por Rómulo de Carvalho, seu anterior curador, que também publicou dois estudos relacionados com o seu acervo.